# Емилиян Станев
Емилиян Станев e литературен псевдоним на българския писател Никола Стоянов Станев.

## Биография
Истинското име на Емилиян Станев е Никола Стоянов Станев. Роден е в Търново на 28 февруари 1907 г. Детството си прекарва най-вече в градовете Търново и Елена, където живее дълго заедно със семейството си. От дете баща му го води със себе си на лов сред природата и по-късно това дава отражение в произведенията му, където намираме често нейни описания. През 1928 г. завършва гимназия в град Враца като частен ученик, след което се премества в София и учи известно време живопис при проф. Цено Тодоров.
През 30-те години записва финанси и кредит в Свободния университет за политически и стопански науки, (днес УНСС). През 1932 – 1944 г. работи като чиновник в Софийската община, а през 1945 г. е управител на ловно стопанство в с. Буковец, Ловешко.
Станев е постоянен участник в близкото лично обкръжение на диктатора Тодор Живков, известно като „ловната дружинка“ и действащо като неформален съветнически щаб.
Умира на 15 март 1979 г. и е погребан във Велико Търново; впоследствие при него е погребана и жена му Надежда Станева.

## Творчество
Емилиян Станев публикува първите си произведения през 1931 г.
Завежда отдел „Белетристика“ във в. „Литературен фронт“ (1950 – 1955). Сътрудничи на сп. „Съдба“, „Завети“, „Златорог“, „Изкуство и критика“, „Венец“, „Българска реч“ и др. Пише анималистични разкази, социална и нравствено-философска проза, исторически романи и повести. По време на престоя си в София се запознава с много от тогавашните интелектуалци – писатели, художници и журналисти, които оказват сериозно въздействие върху произведенията, които той пише в по-късната част на своята творческа кариера.
Първата му книга – сборник с разкази с името „Примамливи блясъци“ е издадена през 1938 г. Следващата му книга е сборникът „Сами“ (1940 г.), с който поставя началото на цикъл от произведения за природата и човека. Следват още „Вълчи нощи“ (1943), „Делници и празници“ (1945), „Дива птица“ (1946), „В тиха вечер“ (1948). През 1948 г. излиза едно от най-известните му произведения – повестта „Крадецът на праскови“. След 1950 г. в продължение на 14 години работи върху своя роман „Иван Кондарев“, в който са описани събитията свързани със Септемврийското въстание от 1923 г.
Автор е на книги за деца и юноши: „През гори и води“ (1943), „Лакомото мече“ (1944), „Повест за една гора“ (1948), „Когато скрежът се топи“ (1950) и „Чернишка“ (1950).
Произведенията му от следващите години са с по-философски насочена тематика. В тези творби Емилиян Станев използва задълбочените си познания на тема история на България. От този период са романите „Легенда за Сибин, преславския княз“ (1968), „Антихрист“ (1970), „Търновската царица“ (1974) и „Тихик и Назарий“ (1977).

## Отличия и награди
- Заслужил деятел на културата (1963)
- Народен деятел на културата (1963)
- Димитровска награда (1964)
- орден „Народна република България“ I степен
- орден „Георги Димитров“ (1967, 1977)
- 23 май 1967 г. – удостоен е със звание „Герой на социалистическия труд“ с указ № 368[6]
- Носител е на Националната награда „Йордан Йовков“ за 1975 г.
- 22 февруари 1977 г. – удостоен е със звание „Герой на социалистическия труд“, „по случай 70-годишнината от рождението му и за неговите големи заслуги към българската литература“.[7]
- 1977 г. – обявен за почетен гражданин на Димитровград.[8]

## Памет
На Емилиян Станев е наречена улица в кварталите „Кръстова вада“ и „Хладилника“ в София (Карта). Къщата в София, в която е живял Емилиян Станев, се намира на улица „Юрий Венелин“.
Къщата в Елена, в която е роден бащата на Емилиян Станев и в която бъдещият писател прекарва детството си, се намира на улица „Разпоповци“.

### Книги за писателя
- Стоян Каролев, „Неутолимият. Книга за Емилиян Станев“. София, 1982. Български писател.

## Филмография
- „Язовецът“ (тв, 1981) – екранизация на едноименната повест
- „Търновската царица“ (1981) – екранизация на едноименния роман
- „Иван Кондарев“ (1974) – екранизация на едноименния роман
- „Крадецът на праскови“ (1964) – екранизация на едноименната повест
- „В тиха вечер“ (1960) – екранизация на едноименната новела